# Jubiliar
| Bălții Noi Berestecico Centru Dacia Jubiliar Microraionul III Molodova Pământeni Slobozia Soroca Teioasa Țigănia Cartiere din Bălți |

Jubiliar (Cartierul 8) este un cartier în vestul municipiului Bălți, în perimetrului sectorului Pământeni. Construcție cartierul a început la mijlocul anilor 60 ai sec. XX. Cartierul a fost proiectat de către Vladimir Gorștein în 1963. Cartierul Jubiliar s-a edificat ca un complex locativ alcătuit din blocuri locative, magazine, școslă, grădințe, casă de cultură, zonă de agrement. Fondul locativ este reprezentat de blocuri cu 5 nivele. Pe teritoriul cartierului funcționeată Palatul de cultură „Flacăra”, în care activează ansambluri artistice. În sud-vestul cartierul a fost plantată Fâșia Silvică „Rândunica”, în centrul căreia s-a amenajat Lacul Comsomolist.